# Split Challenger 1997
Lo Split Challenger 1997 è stato un torneo di tennis facente parte della categoria ATP Challenger Series nell'ambito dell'ATP Challenger Series 1997. Il torneo si è giocato a Spalato in Croazia dal 14 al 20 aprile 1997 su campi in terra rossa.

## Vincitori

### Singolare
Dinu Pescariu ha battuto in finale  Juan Antonio Marín con il punteggio di 3–6, 6–2, 6–1

### Doppio
Devin Bowen /  Dinu Pescariu hanno battuto in finale  Trey Phillips /  David Roditi con il punteggio di 7–6, 6–3